# 木曽八坂神社

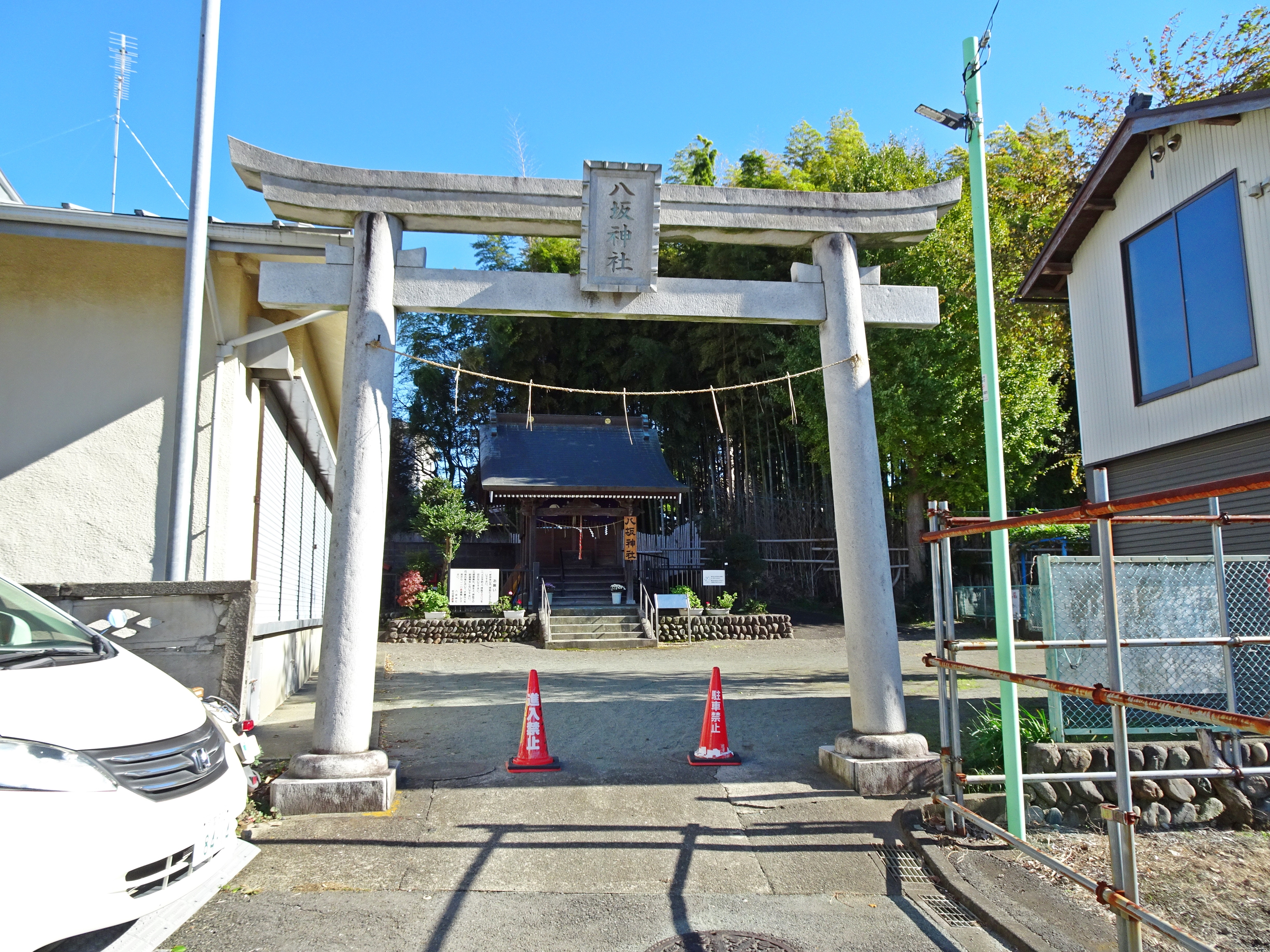
木曽八坂神社の鳥居

木曽八坂神社（きそやさかじんじゃ）は、東京都町田市木曽東に鎮座する神社。

## 概要
寛政元年（1789年）9月に大谷家三代目八右衛門（現・大谷忠久氏の祖）により大谷家の守護神として京都八坂神社の御神霊の分祠を受け当地に勧請創建した。棟札には「奉修天形青王牛頭天皇璽」とあり、地元民からは「天皇様」とも呼ばれている。創建後、「奉再天形青王牛頭天皇璽」として当時の氏子と中教正先達・笠原光太郎らによって祀られた棟札が残っている。境川・滝ノ沢・中原（いずれも木曽東・本町田の小字）の三地区の守護神（産土神）として氏子及び崇敬者により守護されている。
かつては箭簳八幡宮の飛地にある境内社だった。また、昭和42年（1967年）に改築されている。境内坪は160坪で、境内社として武蔵御嶽神社の分社、稲荷神社及び道祖神が存在する。
祭日は京都本宮に準じて7月15日としているが、諸般の事情により毎年変動する。

## 祭神
素戔嗚尊・櫛稲田姫命・八柱御子神

## アクセス
- JR古淵駅から徒歩11分
- JR町田駅及び小田急線町田駅からバス「木曽住宅」「境川団地中央」下車徒歩4分

## 付近の神社
- 木曽秋葉神社
- 木曽金刀比羅神社
- 森野住吉神社
- 鹿島神社
- 八阪神社
- 大沼神社
- 日枝神社